# 이규선 (아이스하키 선수)
이규선(李揆先, 1984년 8월 14일~)은 대한민국의 은퇴한 여자 아이스하키 선수로 포지션은 수비수이다. 대한민국 여자 아이스하키 국가대표팀의 주장을 맡았으며, 2018년까지 여자 대표팀 최다 경기 출전 선수였다. 은퇴 후에는 대한민국 여자 국가대표팀의 비디오 코치를 맡았다.